# Sekretarz Marynarki Wojennej Stanów Zjednoczonych

Pieczęć Departamentu Marynarki Wojennej Stanów Zjednoczonych

Sekretarz Marynarki Wojennej Stanów Zjednoczonych (ang. United States Secretary of the Navy – SECNAV) – kieruje departamentem marynarki, jako bezpośredni cywilny zwierzchnik marynarki wojennej Stanów Zjednoczonych. Do 1947 roku była to jedna z osób wchodzących w skład gabinetu Stanów Zjednoczonych, ale od reorganizacji Departament Marynarki Wojennej wchodzi w skład Departamentu Obrony, a bezpośrednim zwierzchnikiem sekretarza Marynarki Wojennej jest sekretarz obrony. Od 2017 roku sekretarzem Marynarki Wojennej jest Richard V. Spencer.
W gestii sekretarza Marynarki Wojennej Stanów Zjednoczonych jest nie tylko Marynarka Wojenna Stanów Zjednoczonych, ale również Korpus Piechoty Morskiej Stanów Zjednoczonych.